# Planorbulinoidea
Planorbulinoidea, tradicionalmente denominada Planorbulinacea, es una superfamilia de foraminíferos del suborden Rotaliina y del orden Rotaliida. Su rango cronoestratigráfico abarca desde el Berriasiense (Cretácico inferior) hasta la Actualidad.

## Clasificación
Planorbulinoidea incluye a las siguientes familias:
- Familia Planulinidae
- Familia Bisacciidae
- Familia Cibicididae
- Familia Planorbulinidae
- Familia Cymbaloporidae
- Familia Victoriellidae
- Familia Lousianinidae